# Lawrence Eagleburger
Lawrence Sidney Eagleburger, född 1 augusti 1930 i Milwaukee, Wisconsin, död 4 juni 2011 i Charlottesville, Virginia, var en amerikansk republikansk politiker och diplomat. Han var USA:s utrikesminister 1992–1993.
Eagleburger avlade sin magisterexamen (master’s degree) vid University of Wisconsin-Madison. År 1957 anställdes han av USA:s utrikesdepartement och han tjänstgjorde i olika befattningar på ambassader och konsulat, bland annat i Belgrad 1961–1965. 1969–1971 tjänstgjorde han som medarbetare till presidentens säkerhetsrådgivare, Henry Kissinger. Han var USA:s ambassadör i Jugoslavien 1977–1980. Under president Ronald Reagan tjänstgjorde han i flera år som biträdande utrikesminister (nummer tre på departementet).
Eagleburger var USA:s vice utrikesminister (nummer två på USA:s utrikesdepartement) 1989–1992 och utrikesminister 1992–1993 under president George Bush d.ä. Den europeiska pressen uppfattade honom som pro-serbisk och därför kallade somliga honom för Lawrence of Serbia. Vid sidan av tjänsten som vice utrikesminister var han också presidentens rådgivare i frågor som gällde krisen i Jugoslavien 1989–1992.
Eagleburger deltog i arbetet av Iraq Study Group, en kommission ledd av James Baker och Lee Hamilton, som i december 2006 publicerade sina rekommendationer för en ny strategi i Irakkriget. Han ersatte Robert Gates i slutskedet av kommissionen i november 2006. Eagleburger avled den 4 juni 2011, efter en kort tids sjukdom.